# Patrick Lindner
Patrick Lindner, właśc. Friedrich Günther Raab (ur. 27 września 1960 w Monachium) – niemiecki piosenkarz szlagierowy, aktor.

## Wczesne życie
Patrick Lindner urodził się w dzielnicy Monachium, Sendling jako syn urzędniczki ubezpieczeniowej i gospodyni domowej Hedwig (1926–2016) i Friedricha. Początkowo pracował jako kucharz w Hotel Bayerischer Hof w Monachium.

## Kariera
Patrick Lindner w 1989 roku wystąpił na Grand Prix Muzyki Ludowej w austriackim Linz, na którym z utworem pt. Die kloane Tür zum Paradies (muz. Jeana Frankfurter, sł. Irma Holder) zajął 2. miejsce i tym samym rozpoczęła kariera artystyczna.
W latach 90. był laureatem wielu nagród: Bambi (1991) oraz 5-krotnie Goldene Stimmgabel (1991–1993, 1997, 1999), a także był bohaterem wielu programów telewizyjnych: Patrick Lindner persönlich, So ein Tag mit guten Freunden oraz Patrick Lindner Show w stacji ZDF (od 1998 roku). Wystąpił także gościnnie w kilku serialach telewizyjnych, takich jak m.in.: Statek marzeń (1998), SOKO 5113 (2002), Hinter Gittern (2005).

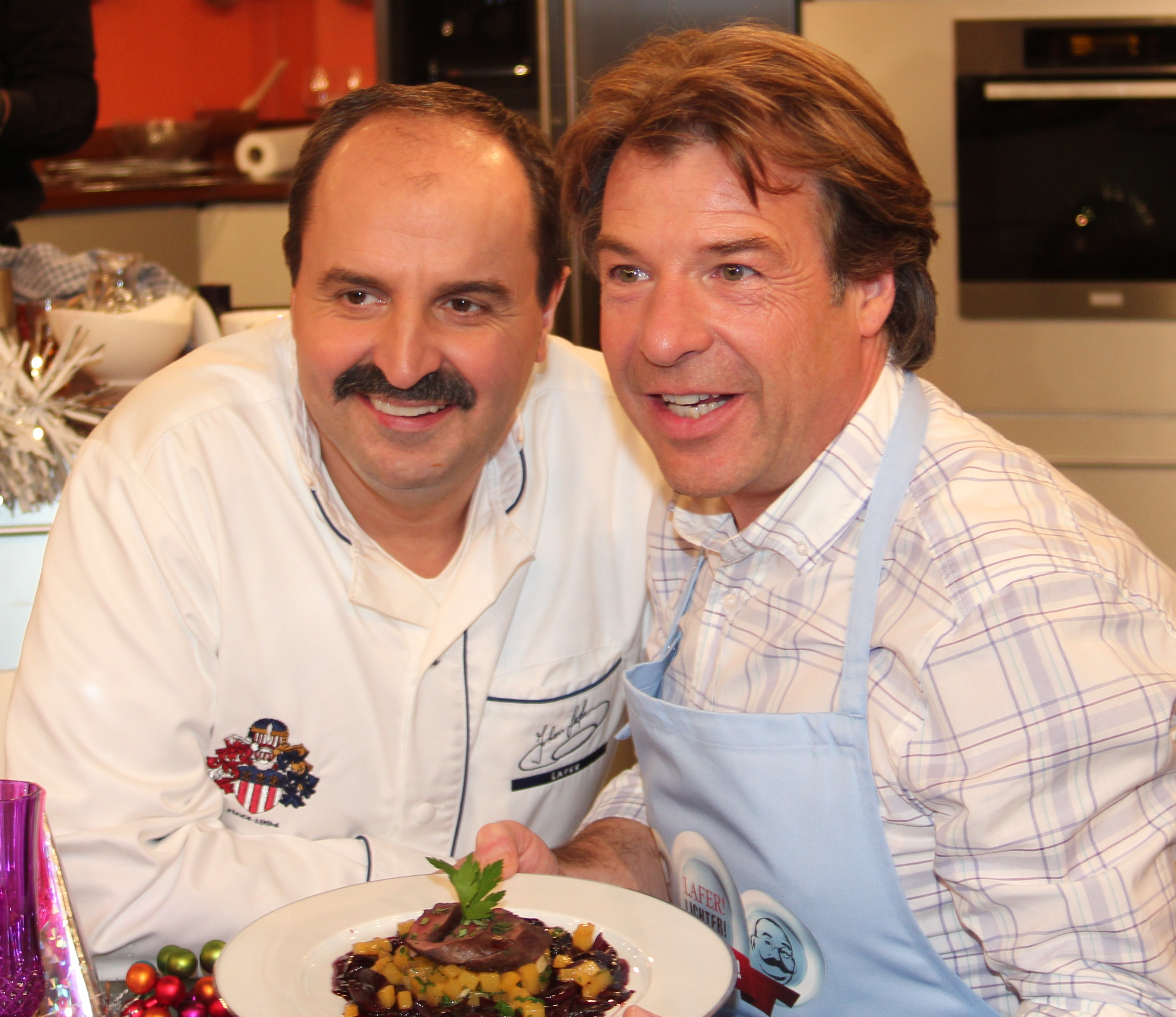
Patrick Lindner z Johannem Laferem, 2010 rok

W 1997 roku wydał album pt. Himmelweit, na którym odszedł od muzyki ludowej do bardziej nowoczesnych, przebojowych melodii, które pojawiły się także na następnych albumach artysty. W 1999 roku wziął udział w niemieckich eliminacjach do Konkursu Piosenki Eurowizji w Jerozolimie z utworem pt. Ein bisschen Sonne, ein bisschen Regen, z którym zajął 6. miejsce. W 2005 roku wraz z Thilo Wolfem i jego zespołem wydał album pt. Gigolo, na którym znalazły się znane piosenki swingowe, głównie w języku angielskim oraz wystąpił w programie kulinarnym stacji RTL pt. In Teufels Küche (niemiecka wersja programu pt. Hell’s Kitchen. Piekielna kuchnia), którego został zwycięzcą.
W 2006 roku wydał album pt. Die Sonne ist für alle da (w albumie znalazły się także piosenki ludowe), czym wrócił do współpracy z kompozytorem Jeanem Frankfurterem oraz tekściarką Irmą Holder. W tym samym roku z utworem pt. Wie ein Sternenregen in der Nacht zajął 2. miejsce w niemieckich eliminacjach do Grand Prix Muzyki Ludowej w Monachium, w którym zajął 6. miejsce.
W 2008 roku wystąpił w emitowanym na stacji ARD, ORF 2 oraz SRF 1 filmie muzycznym pt. Das Musikhotel am Wolfgangsee, w którym wcielił się w postać dyrektora hotelu, Patricka Hofbauera, oraz wydał książkę pt. Achterbahn meiner Gefühle, a w 2012 roku wystąpił w niemieckiej wersji programu stacji RTL pt. Let’s Dance, w którym jego partnerką taneczną była Isabel Edvardsson. Para odpadła w 7. odcinku serii, klasyfikując się na 6. miejscu. W maju 2014 roku wydał swój jubileuszowy album pt. Nur mit deiner Liebe, który zajął 71. miejsce w niemieckiej liście przebojów, wracając tym samym po 7 latach do Top 100 niemieckich albumów.

## Filmografia

### Filmy
- 2003: Pumuckl und sein Zirkusabenteuer – Cukiernik
- 2006: Meine Mutter tanzend – On sam
- 2008: Das Musikhotel am Wolfgangsee – Patrick Hofbauer
- 2014: Schwarz blüht der Enzian

### Seriale
- 1995: Weißblaue Wintergeschichten (odc. 5)
- 1997: Statek marzeń – On sam (odc. 30)
- 1997–1998: Weißblaue Geschichten (odc. 28, 33)
- 2002: In aller Freundschaft – Heinz Masberg (odc. 133)
- 2002: SOKO 5113 – Nick Messner (odc. 259)
- 2005: Hinter Gittern – Der Frauenknast – On sam (odc. 343)
- 2006: Burza uczuć – On sam (odc. 117–118)
- 2010: Marienhof – Georg Stieler (odc. 3792–3793)

## Nagrody
- 1989: 2. miejsce w Grand Prix Muzyki Ludowej 1989 za utwór pt. Die kloane Tür zum Paradies
- 1991: Bambi
- 1991: Goldene Stimmgabel
- 1992: Goldene Stimmgabel
- 1993: Goldene Stimmgabel
- 1997: Goldene Stimmgabel
- 1999: Goldene Stimmgabel

## Życie prywatne
Patrick Lindner w 1999 roku adoptował pochodzącego z Rosji 8-miesięcznego wówczas chłopca o imieniu Daniel. Deklaruje się jako osoba homoseksualna. Najpierw był w związku ze swoim menedżerem, Michaelem Linkiem, z którym rozstał się w marcu 2005 roku. Następnie związał się ze swoim nowym menedżerem, Peterem Schäferem, z którym w październiku 2020 w Monachium wziął ślub.

## Literatura
- Patrick Lindner: Achterbahn meiner Gefühle. Innsbruck: Edition Koch, 2008. ISBN 978-3-7081-0504-8. Brak numerów stron w książce